# Национальная научная библиотека Республики Северная Осетия — Алания
Национа́льная нау́чная библиоте́ка Респу́блики Се́верная Осе́тия — Ала́ния (с 1945 по 1995 год — Государственная научная библиотека Северо-Осетинской АССР имени С. М. Кирова) — государственная публичная библиотека, одна из старейших библиотек Северного Кавказа, крупный культурный и научный центр. Открыта 20 сентября 1895 года.
Комплекс зданий расположен в центре Владикавказа, на улице Коцоева, 43.

## История
Библиотека открылась 20 сентября 1895 года. Основателями библиотеки являются Варвара Григорьевна Шредерс и Коста Леванович Хетагуров.
22 июня 1895 года был утвержден устав библиотеки.
20 сентября 1895 года состоялось первое заседание правления библиотеки под председательством первого директора Варвары Шредерс.
Ко времени открытия, фонд библиотеки составлял около 50 книг.
В 1902 году умирает Варвара Шредерс, и на её место избрана Анна Петровна Левшецкая, начальница 2-й женской гимназии г. Владикавказа.
К 1911 году фонд насчитывал уже 7174 единиц хранения. Среди собраний сочинений российских и зарубежных писателей, особый раздел занимает краеведение, где можно найти первые издания «Осетинских этюдов» В. Миллера, труда М. Ковалевского «Закон и обычай на Кавказе»; «Чеченский букварь» И. Бартоломея, «Руководство к познанию Кавказа», изданное в Санкт-Петербурге в 19 томах; «Обозрение истории армянского народа» С. Глинки 1832 года издания.
С этой библиотекой была связана революционная деятельность С. М. Кирова в 1913—1914 гг..
После Октябрьской революции библиотека была национализирована, и ей было предоставлено более просторное здание на Александровском проспекте (ныне проспект Мира, д. 34).
С 1919 года находится в ведении отдела народного образования Терского облисполкома, и бы ла переименована в Центральную общественную библиотеку.
К 1923 году фонд насчитывал около 100 тысяч книг. В библиотеку пришло много известных библиографов и историков, среди которых: В. Лекулин, Е. Щербович-Вечор, Л. Семенов. Были созданы новые отделы: отдел военной истории (его основал Е. Щербович-Вечор) и отдел кавказоведения, открытый в ноябре 1921 года профессором Л. П. Семеновым. В распоряжении библиотеки было три читальных зала. Библиотека начала вести передвижную и методическую работу с районными библиотеками, избами — читальнями города и сел, агитбригадами.
В 1937 году библиотеке присвоено значение республиканской. На пост директора приходит Вера Бацунова.
В период Великой Отечественной войны, библиотека эвакуирована в Баку.
В 1945 году, в связи с 50-летием со дня основания библиотеки, ей было присвоено имя С. М. Кирова. К этому времени библиотека насчитывала 76 тысяч книг, которыми пользовались 8941 читатель. В числе активных читателей — профессора Д. А. Тарноградский, Б. В. Скитский, Л. П. Семенов.
В 1954 году библиотеку возглавил заслуженный работник культуры РСФСР Евгений Георгиевич Цаликов. Благодаря его трудам, фонд библиотеки к 1958 году, насчитывал уже 319 296 единиц хранения, а количество читателей выросло до 16 391 чел.
В 1970 году были открыты новые специализированные отделы: по работе со специалистами сельского хозяйства, патентно-технический, литературы по искусству, философии.
В 1975 году директором библиотеки была назначена заслуженный работник культуры РСФСР Елена Агубеевна Газданова, известный писатель и публицист.
19 июня 1981 года библиотека переехала в новое специализированное здание. Автор проекта архитектор А. И. Кантемиров.
9 февраля 1998 года библиотеке был придан статус национального достояния, и была переименована в Национальную научную библиотеку РСО-Алания.
С 2007 года, библиотеку возглавляет заслуженный работник культуры РСО-Алания Ирина Хайманова.
В 2010—2012 гг. проходила капитиальная реконструкция здания, в результате чего были отреставрированы хранилища и залы, а также расширены площади хранения.

## Структура

### Отделы
- Отдел автоматизации и новых технологий
- Отдел сервисного обслуживания и регистрации читателей
- Отдел комплектования и учета фондов
- Отдел обработки и каталогизации документов
- Отдел периодики
- Отдел искусств
- Отдел редкой книги имени В. Г. Шредерс
- Отдел книгохранения
- Краеведческий отдел
- Информационно-библиографический отдел
- Инновационно-методический отдел
- Книжная палата

### Залы
- Общий читальный зал
- Зал художественной литературы
- Зал иностранной литературы
- Зал электронных ресурсов
- Видеозал «Креатив»
- Музей истории библиотечного дела
- Выставочный зал

## Здание библиотеки
В 1981 году для библиотеки было отстроен новый комплекс зданий. Автором проекта выступил архитектор А. И. Кантемиров, инженер — К. М. Макеев
- Общая площадь помещений — 8809,1 м²
- Площадь для хранения фондов — 1556 м².
- Площадь для обслуживания читателей — 2768 м².

## Директоры
- 1895—1902 — Варвара Григорьевна Шредерс
- 1902—1912 — Анна Петровна Левшецкая
- 1912—1920 — Николай Яковлевич Нигровский
- 1937—1949 — Вера Фёдоровна Бацунова
- 1949—1954 — врио Астемир Хаджиметович Бадзиев
- 1954—1974 — Евгений Георгиевич Цаликов
- 1974—2007 — Елена Агубеевна Газданова
- с 2007 года — Ирина Асланбековна Хайманова